# Marcus Goree
Marcus Kenta Goree (Dallas, Texas, Estados Unidos, 11 de octubre de 1977) es un exjugador de baloncesto estadounidense. Con 2,04 metros de estatura, jugaba en la posición de pívot.

## Trayectoria
Marcus Goree ha jugado en CSKA Moscú, tres temporadas en la Benetton de Treviso italiana, tras haber pasado por Le Havre, Frankfurt Skyliners, Maccabi Tel Aviv y Gran Canaria.

## Clubs
- 1996-2000: West Virginia University.
- 2000-2001: Le Havre  Francia.
- 2001-2002: Deutsche Bank Skyliners  Alemania.
- 2002-2003: Maccabi Tel Aviv  Israel.
- 2003-2004: Gran Canaria  España.
- 2004-2007: Benetton Treviso  Italia.
- 2007-2008: PBC CSKA Moscú  Rusia.
- 2008-2009: Triumph Lyubertsy  Rusia.
- 2010-2011: Phantoms Braunschweig  Alemania.
- 2011: PAOK Salónica BC  Grecia.
- 2012: Benetton Treviso  Italia.
- 2012-2013: Cholet Basket  Francia.
- 2013-2014: UniCEUB  Brasil.
- 2014-2015: Club Atlético Aguada  Uruguay.[1]